# 河东乡 (渠县)
河东乡，是中华人民共和国四川省达州市渠县曾经下辖的一个乡。2019年12月，撤销河东乡，将其所属行政区域划归临巴镇管辖。

## 行政区划
河东乡撤销前下辖以下地区：
云一村、河东村、箱石村、石垭村和沙石村。